# 慶誾尼
慶誾尼（けいぎんに、永正6年（1509年）?－慶長5年3月1日（1600年4月14日））は、戦国時代から安土桃山時代にかけての女性。龍造寺後家とも言われる。

## 生涯
村中龍造寺家の当主龍造寺胤和の娘で、龍造寺周家の正室となる。周家との間に嫡男の龍造寺隆信を生んだ（次男の龍造寺信周は母親が違う。三男の龍造寺長信は同じく慶誾の子。（『多久家系図』））。天文14年（1545年）に少弐氏の重臣馬場頼周の謀略で夫の周家は殺された。弘治2年（1556年）に龍造寺氏の家臣鍋島清房の継室として嫁ぎ、清房の嫡男信生（直茂）の継母となった。この結果隆信と直茂は従兄弟であると同時に義理の兄弟の関係にもなった。
元亀元年（1570年）の今山の戦いのとき、佐嘉城は大友宗麟の大軍に包囲されていた。このため、城内の士気は下がり気味になり、隆信や信生らは大友に降伏しようと考えていた。このときに彼女が隆信らの前に現れ、「猫を前にして恐れている鼠のようではないか。信昌に任せて夜討ちをするように」と叱咤した。このため、信生は今山の大友本陣に夜襲をかける決意をしたと伝わっている（『直茂公請考補』）。このことから慶誾尼が常に評定の近くにあり、意見を集約したり、奮起を促したりしながら、隆信の決断の拠り所となっていたことが知られる。
天正12年（1584年）の沖田畷の戦いで隆信が戦死すると、自らも龍造寺政家を補佐し国政に関与したといわれている。慶長5年（1600年）3月1日に死去。享年は92という高齢と伝わるが、異説も存在する。
勇気があり常に短刀を所持していた（『普聞集』）。

## 参考論文
- 宮本義己「龍造寺隆信の母―慶誾尼―」小和田哲男編者『戦国の女性たち』（河出書房新社、2005年）
- 鈴木（宮島）敦子「龍造寺隆信と母慶誾尼について」佐賀大学・地域学創出プロジェクト編『佐賀学』II（岩田書院、2014年）